# Isobutanol
Isobutanol systematický název 2-methylpropan-1-ol; je alkohol, jeden z izomerů butanolu. Jedná se o bezbarvou hořlavou kapalinu s charakteristickým zápachem používanou hlavně jako rozpouštědlo. Ostatní izomery butanolu jsou také průmyslově významné.

## Výroba
Isobutanol se vyrábí mimo jiné karbonylací propenu. Častěji se ovšem používá hydroformylace, při níž vznikne směs aldehydů, které se následně hydrogenují na alkoholy a ty se pak oddělí.

### Biosyntéza
Isobutanol vzniká jako meziprodukt rozkladu sacharidů a jiných organických látek, ovšem průmyslově se vyrábí pomocí bakterií, jako například E. coli a Clostridium. Do roku 2008 nebyl znám žádný způsob získávání tohoto alkoholu z obnovitelných zdrojů, v tomto roce se podařilo jej vyrobit prostřednictvím E. coli z glukózy.

## Vlastnosti
Isobutanol a další alkoholy s rozvětveným řetězcem nejsou tak těkavé jako ethanol a neabsorbují snadno vodu a mají rovněž vyšší oktanové číslo.

## Použití
Isobutanol má řadu způsobů technického a průmyslového využití:
- surovina při výrobě isobutylacetátu používaného na výrobu laků, nátěrů a v potravinářství jako aroma
- prekurzor mnohých esterů, používaných jako změkčovadla, například isobutylftalátu
- prekurzor p-xylenu
- rozpouštědla barev
- přísada v některých inkoustech
- biopalivo druhé generace, mohl by zde sloužit jako náhrada ethanolu

## Bezpečnost
Isobutanol je jeden z nejméně toxických izomerů butanolu, smrtelná dávka je 2,46 g/kg (krysa, orálně)